# Pennsboro (Virginia Occidental)
Pennsboro es una ciudad ubicada en el condado de Ritchie en el estado estadounidense de Virginia Occidental. En el Censo de 2010 tenía una población de 1171 habitantes y una densidad poblacional de 165,8 personas por km².

## Geografía
Pennsboro se encuentra ubicada en las coordenadas 39°17′4″N 80°57′57″O / 39.28444, -80.96583. Según la Oficina del Censo de los Estados Unidos, Pennsboro tiene una superficie total de 7.06 km², de la cual 7 km² corresponden a tierra firme y (0.92%) 0.06 km² es agua.

## Demografía
Según el censo de 2010, había 1171 personas residiendo en Pennsboro. La densidad de población era de 165,8 hab./km². De los 1171 habitantes, Pennsboro estaba compuesto por el 97.87% blancos, el 0.26% eran afroamericanos, el 0.51% eran amerindios, el 0.09% eran asiáticos, el 0% eran isleños del Pacífico, el 0.43% eran de otras razas y el 0.85% pertenecían a dos o más razas. Del total de la población el 1.02% eran hispanos o latinos de cualquier raza.